# Баччарелли, Марчелло
Марче́лло Баччаре́лли, Баччьярелли (итал. Marcello Bacciarelli; 16 февраля 1731, Рим, Папская область — 5 января 1818, Варшава, Царство Польское, Российская империя) — итальянский и польский живописец-портретист, придворный художник последнего монарха Речи Посполитой Станислава Августа Понятовского.

## Жизнь и творчество
Баччарелли учился живописи в Риме, затем жил в Германии. Первые свои заказы были им выполнены для двора короля Саксонии Фридриха I Августа, в Дрездене. В 1756 году художник посетил Варшаву, где познакомился со Станиславом Августом Понятовским, будущим королём Польши. В 1764 году он совершает поездку в Вену, где был представлен императрице Марии Терезии и где он также занимался портретной живописью. Начиная с 1766 года художник постоянно живёт в Польше. В 1768 году был принят в польское дворянство и пожалован гербом.
С 1776 по 1785 год Баччарелли создаёт художественную мастерскую в Королевском дворце в Варшаве. Картины Баччарелли, и сегодня находящиеся в этом дворце, были написаны в тот период. Ему также принадлежит авторство картин, находящихся в дворцовых Рыцарском зале и в Мраморной комнате. В 1816 году мастеру присуждается почётное звание профессора Королевского университета Польши. М. Баччарелли был также почётным членом Академий изящных искусств Дрездена, Вены и Берлина. В Варшаве подготовил ряд польских учеников: Юзефа Косиньского, Юзефа Рейхана, Антони Альбертранди и других.
В 1766 году Баччарелли по приказу короля Станислава Августа разработал проект создания в Варшаве Академии изящных искусств, его структуру и программу обучения.

## Галерея
- Большой зал Королевского замка Варшавы
- Зал с картинами Каналетто-Беллотто
- Мраморный зал
- Малая часовня замка
- Барбара Сангушко. 1757 год
- Станислав Август Понятовский (1732 - 1798), коронационный портрет
- Принцесса Курляндская Анна Доротея Бирон
- Понятовский (1732 - 1798), портрет в профиль